# Кавалерлеоне
Кавалерлео̀не (на италиански: Cavallerleone; на пиемонтски: Cavalion, Кавалион) е село и община в Северна Италия, провинция Кунео, регион Пиемонт. Разположено е на 270 m надморска височина. Населението на общината е 642 души (към 2015 г.).